# 石津公稔
石津 公稔（いしづ きみとし）(1975年6月10日-)はイラストレーター、似顔絵師、講演家。株式会社石津デザインスタジオ 元代表取締役。

## 来歴
- 1975年 - 静岡県浜松市生まれ
- 1987年 - 12歳の時　雑誌に投稿した似顔絵(黒柳徹子)が初掲載される
- 1994年 - 日本創芸教育似顔絵講座 修了。似顔絵師取得
- 2006年 - 「似顔絵道場」にて「第５回グランプリ」受賞
- 2007年 - 浜松市美術協会　協会員となる
- 2008年 - フリーのイラストレーターとして独立
- 2011年 - 「似顔絵グランプリ」にて「最優秀グランプリ」受賞(モデルは、なでしこJAPAN澤穂希)
- 2012年 - 「株式会社石津デザインスタジオ」を設立
- 2013年 - 「第一回　石津公稔・原画展〜俺たちの浜松〜」を開催。
- 2018年 - 「株式会社石津デザインスタジオ」代表取締役を退任

## その他
- 報道番組用の法廷イラスト、キャラクター製作等も手掛ける
- 書道5段　(文化書道連合展銀賞、特選、連合会賞等受賞)